# Bednja
Bednja – wieś w Chorwacji, w żupanii varażdińskiej, siedziba gminy Bednja. W 2011 roku liczyła 677 mieszkańców.